# 正斗乡
正斗乡，是中华人民共和国四川省甘孜藏族自治州乡城县下辖的一个乡镇级行政单位。

## 行政区划
正斗乡下辖以下地区：
白坝村、尼斗村、普龙村、仁额村、亚扎村、永德村和同麦村。